# Psicrofilo
Si dice psicrofilo (composto del greco ψυχρός, psychrós, "freddo" e del suffisso -filo) o criofilo ogni microrganismo estremofilo in grado di crescere e di moltiplicarsi a  temperature comprese tra 0 e 20 °C.

## Generalità
Gli psicrofili sono ubiquitari sulla Terra, in quanto la temperatura della maggior parte della superficie del nostro pianeta è inferiore a 15 °C. Tali microrganismi sono presenti nei suoli alpini e in quelli artici, nelle latitudini elevate e (a volte) nelle acque oceaniche profonde, nei ghiacci polari, nei ghiacciai e nei nevai. Lo studio di questi microrganismi interessa in particolare l'astrobiologia, la scienza dedicata alla formulazione di teorie circa la possibilità di vita extraterrestre, e la geomicrobiologia, lo studio dei microrganismi attivi nei processi geochimici.
I microrganismi psicrofili sono caratterizzati dalla presenza di lipidi delle membrane cellulari resistenti dal punto chimico alla rigidità causata dal freddo estremo, e spesso formano delle proteine antigelo allo scopo di mantenere liquido il loro spazio extra- o intracellulare e di proteggere l'integrità delle loro cellule anche a temperature inferiori al punto di congelamento dell'acqua.
I microrganismi psicrofili formano diverse comunità resistenti e utilizzano una grande varietà di vie metaboliche, tra cui la fotosintesi, la chemiolitotrofia (o litotrofia), e l'eterotrofia. La maggior parte degli  psicrofili sono batteri o archeobatteri e, all'interno di questi grandi raggruppamenti, la psicrofilia può essere presente in linee microbiche anche molto diverse fra di loro. Se ne trovano esempi in Arthrobacter, Psychrobacter, Halomonas, Pseudomonas, Hyphomonas e Sphingomonas. Inoltre, una recente ricerca ha portato alla scoperta di nuovi gruppi di funghi psicrofili che vivono in zone povere di ossigeno sotto i nevai alpini. Un altro gruppo di organismi eucarioti adattati al freddo è costituito dalle alghe di neve che possono dare origine a neve rossa.